# Браун, Кэрол
Кэрол Пейдж Браун (англ. Carol Page Brown; род. 19 апреля 1953, Ок-Парк, Иллинойс) — американская гребчиха, выступавшая за сборную США по академической гребле в 1970-х и 1980-х годах. Бронзовая призёрка летних Олимпийских игр в Монреале, серебряная и бронзовая призёрка чемпионатов мира, победительница Королевской регаты Хенли.

## Биография
Кэрол Браун родилась 19 апреля 1953 года в городе Ок-Парк, штат Иллинойс.
Во время учёбы в Принстонском университете занималась академической греблей и плаванием. Состояла в университетской гребной команде «Принстон Тайгерс», неоднократно принимала участие в различных студенческих соревнованиях.
Первого серьёзного успеха на взрослом международном уровне добилась в сезоне 1975 года, когда вошла в основной состав американской национальной сборной и побывала на чемпионате мира в Ноттингеме, откуда привезла награду серебряного достоинства, выигранную в зачёте распашных рулевых восьмёрок — уступила здесь только экипажу из ГДР.
Благодаря череде удачных выступлений удостоилась права защищать честь страны на летних Олимпийских играх 1976 года в Монреале. Совместно с партнёршами по сборной Линн Силлиман, Анитой Дефранц, Кэри Грейвз, Марион Грег, Маргарет Маккарти, Гейл Рикетсон, Энн Уорнер и Джеки Зок финишировала в распашных рулевых восьмёрках третьей позади экипажей из Западной Германии и Советского Союза, получив тем самым бронзовую олимпийскую медаль.
После монреальской Олимпиады Браун осталась в составе гребной команды США на ещё один олимпийский цикл и продолжила принимать участие в крупнейших международных регатах. Так, в 1978 году она выступила на чемпионате мира в Карапиро, где выиграла серебряную медаль в четвёрках и заняла четвёртое место в восьмёрках.
На мировом первенстве 1979 года в Бледе стала бронзовой призёркой в восьмёрках.
В 1980 году прошла отбор в олимпийскую сборную, собранную для участия в Олимпийских играх в Москве, однако Соединённые Штаты вместе с несколькими другими западными странами бойкотировали эти соревнования по политическим причинам. В качестве компенсации за пропуск Олимпиады Браун была награждена Золотой медалью Конгресса. 
Помимо этого, Кэрол Браун отметилась победой на Люцернской международной регате, где в восьмёрках взяла верх над олимпийскими чемпионками из ГДР.
В 1981 году находилась в составе четырёхместного рулевого экипажа, выигравшего Королевскую регату Хенли — это был первый раз, когда женщин допустили на данные соревнования. Также в этом сезоне получила серебро в восьмёрках на чемпионате мира в Мюнхене, уступив в финале только советским спортсменкам.
На мировом первенстве 1983 года в Дуйсбурге в программе рулевых четвёрок пришла к финишу пятой.
Впоследствии проявила себя как спортивный функционер, занимала должность вице-президента Ассоциации олимпийцев и паралимпийцев Соединённых Штатов (USOPA). Вышла замуж за другого выпускника Принстона Линдси Помероя, их сын так же учился Принстонском университете, выступал за местную хоккейную команду.